# Discriminatore a frazione costante

Confronto tra l'analisi con discriminatore a soglia (a sinistra) e discriminatore a frazione costante (a destra).

Un discriminatore a frazione costante (CFD) è uno strumento usato nell'elaborazione di segnali elettrici; più in particolare agisce per individuare il picco di un segnale, in correlazione allo zero della derivata del segnale. Alcuni segnali non presentano un chiaro massimo ma sono caratterizzati da un tempo di salita {\displaystyle t_{s}} breve.
Ad esempio, si utilizza un CFD all'uscita di un fotomoltiplicatore, in apparecchiature di spettroscopia, o in misure sui decadimenti di particelle in fisica delle alte energie, dove solitamente i tempi di salita del segnale sono molto più brevi della risoluzione temporale data dal segnale in uscita del fotomoltiplicatore stesso. Questo impedisce una calibratura unica per segnali che si possono presentare con caratteristiche differenti, ad esempio con l'utilizzo di discriminatori a soglia.